# گوردون ستر
گوردون ستر (به انگلیسی: Gordon Setter)، نام یکی از نژادهای سگ است که خاستگاه آن به اسکاتلند بازمی‌گردد.

## نگارخانه

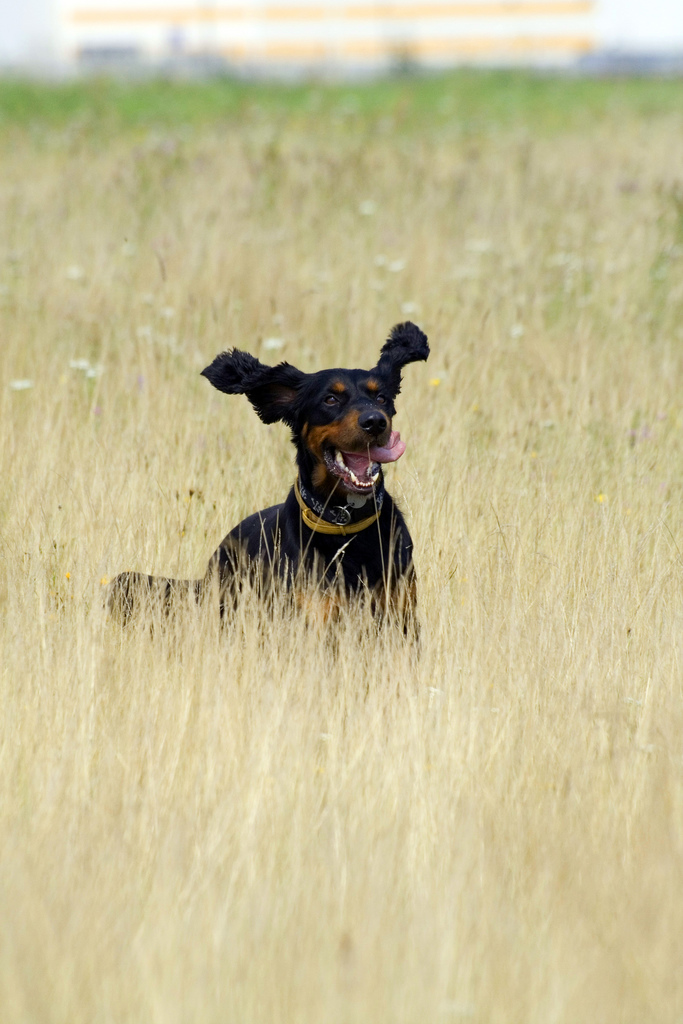
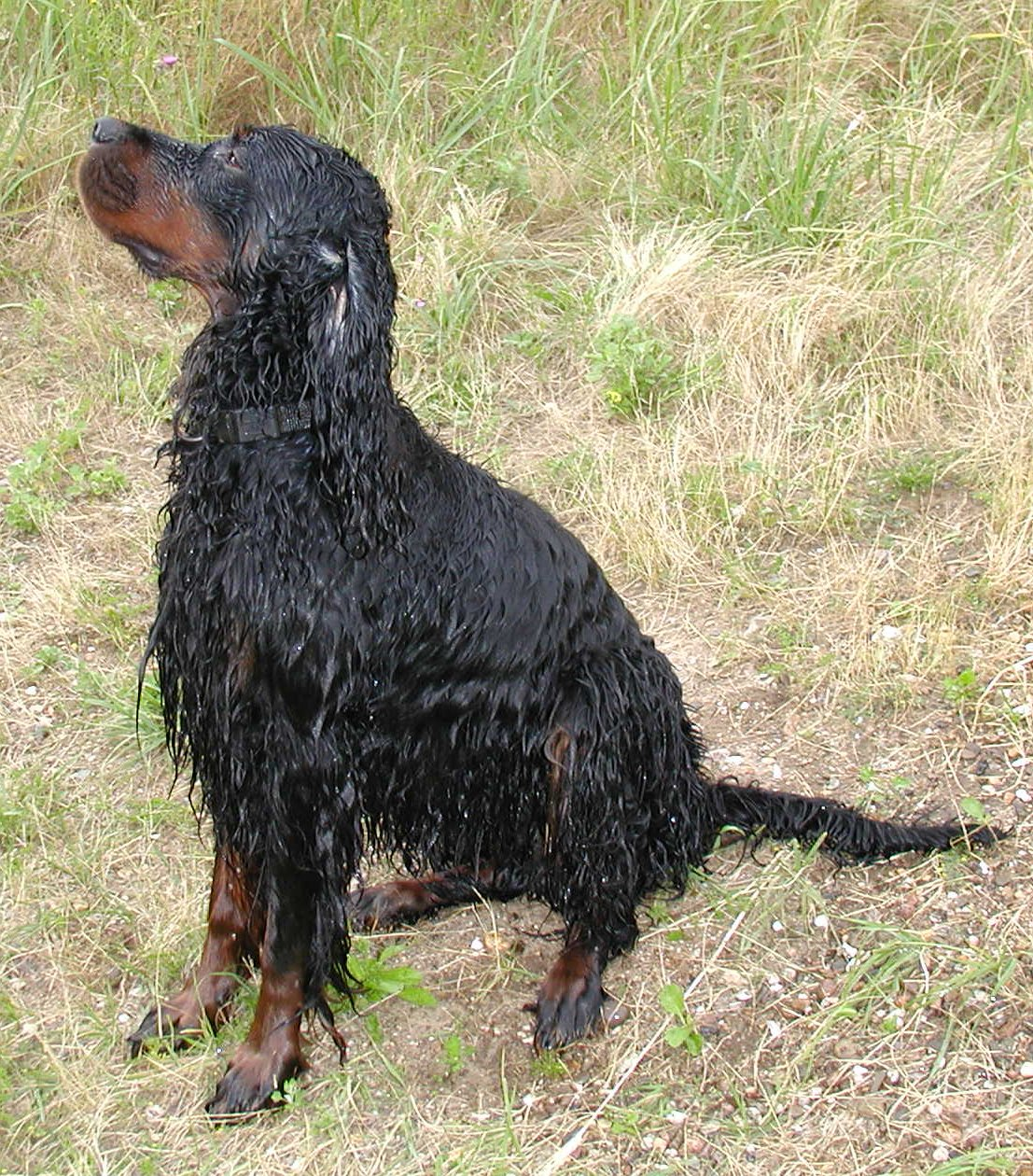
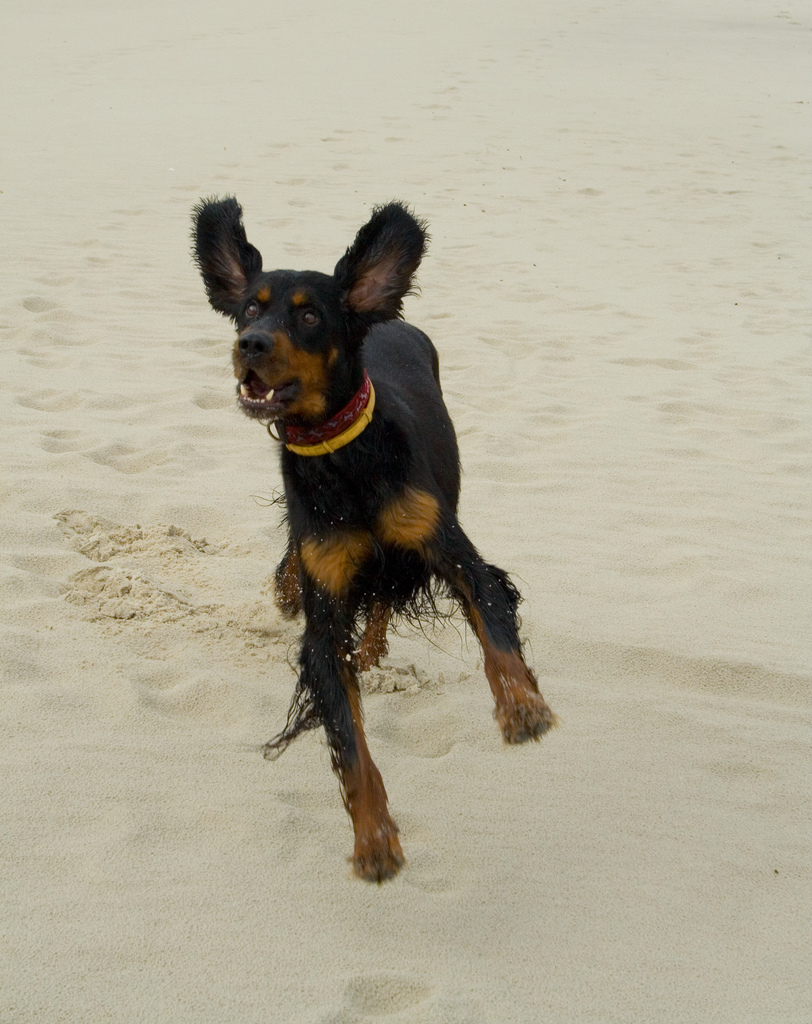
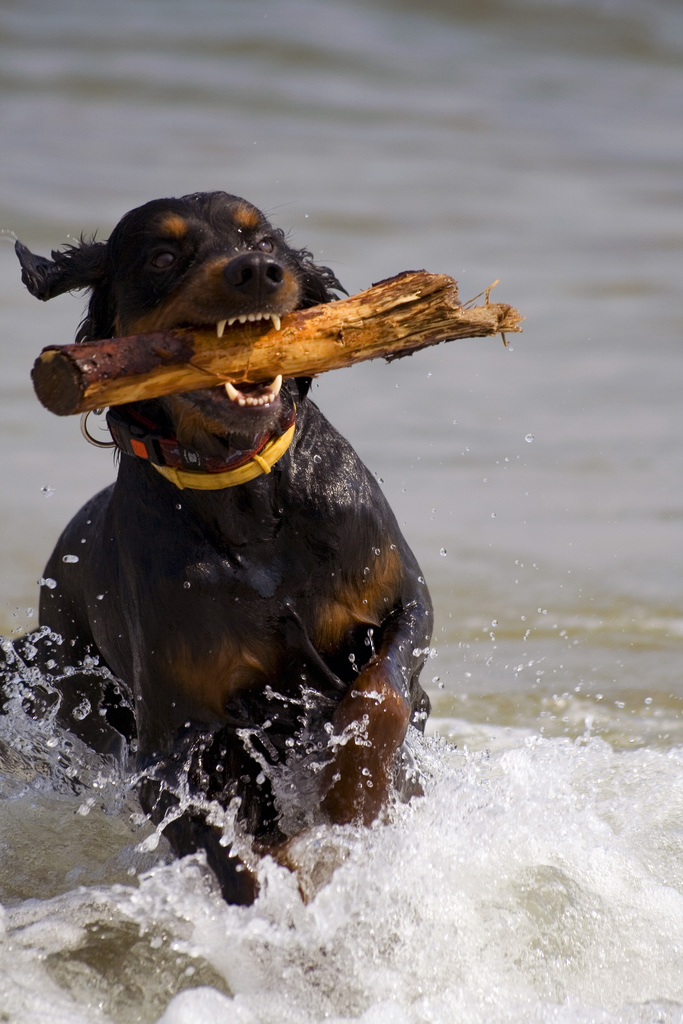